# Каменка (приток Холовы)
Каменка — река в России, протекает по Крестецкому району Новгородской области. Исток реки находится в Окуловском районе. Устье реки находится в 106 км от устья Холовы по правому берегу. Длина реки составляет 22 км.
На реке расположены хутор Дубровка и деревня Жабницы Ручьёвского сельского поселения.

## Данные водного реестра
По данным государственного водного реестра России относится к Балтийскому бассейновому округу, водохозяйственный участок реки — Мста без р. Шлина от истока до Вышневолоцкого г/у, речной подбассейн реки — Волхов. Относится к речному бассейну реки Нева (включая бассейны рек Онежского и Ладожского озера).
Код объекта в государственном водном реестре — 01040200212102000021442.